# E a Vida Continua (álbum de Ritchie)
E a Vida Continua é o segundo álbum do cantor Ritchie com parceria de Bernardo Vilhena. Este álbum teve a produção de Liminha e foi lançado em 1984 pela gravadora Epic/CBS. Vendeu 100 mil cópias.

## Faixas
1. "A Mulher Invisível"  (Ritchie, Bernardo Vilhena, Steve Hackett)
2. "Bons Amigos"  (Ritchie, Liminha)
3. "Insônia"  (Bernardo Vilhena, Ritchie)
4. "Bad Boy"  (Lobão, Ritchie)
5. "Gisella"  (Chris Moore, Ritchie)
6. "Trabalhar é de Lei"  (Ritchie, Bernardo Vilhena)
7. "Mulheres"  (Bernardo Vilhena, Ritchie)
8. "Só Pra o Vento"  (Ritchie, Bernardo Vilhena)
9. "E A Vida Continua "  (Ritchie, Bernardo Vilhena)
10. "O Homem e a Nuvem"  (Ritchie, Bernardo Vilhena)

## Banda
- Ritchie: Vocal, Teclado, Percussão
- Liminha: Guitarra, Baixo, Teclado
- Nico Resende: Teclado
- Billy Forghieri: Teclado
- Lobão: Bateria
- Téo Lima: Bateria
- Fernando Moraes: Bateria
- Zé Luis: Saxofone
- Torcuato Mariano: Guitarra Naipe
- Paulinho Soledade: Violão de Aço
- Bernardo Vilhena: Locução

## Créditos
- Mixagem: Reinaldo C. de Souza, Liminha, Ritchie
- Técnico de Gravação: Vitor Farias, Chico Neves, Reinaldo C. de Souza e Carlos Duttiweiler
- Produção: Liminha
- Arte Capa: Oscar Ramos
- Fotos: Milton Montenegro